# 小行星5048
小行星5048（英語：5048 Moriarty）是一颗围绕太阳公转的小行星。1981年4月1日，愛德華·鮑威爾在可可尼诺县发现了此天体。
这颗小行星的绝对星等为272.69782等。小行星5048以英國偵探小說《福爾摩斯探案》系列的角色莫里亞蒂教授命名。